# Yvan Mainini
Yvan Mainini, né le 26 décembre 1944 à Bayeux et mort le 11 mai 2018 à Perpignan,, est un arbitre et dirigeant français de basket-ball.
Ancien arbitre international, il est président de la Fédération française de basket-ball de 1992 à 2010, et a été président de la FIBA de 2010 à 2014.

## Biographie
Originaire de Normandie, Yvan Mainini commence sa carrière dans le basket-ball de haut niveau comme arbitre. Au niveau international, il siffle notamment deux fois la finale du championnat du monde, en 1982, à Cali, et en 1986 à Madrid. Il officie également lors de trois Jeux olympiques. Il présente à son actif plus de 1 000 matches sifflés à haut niveau.
Après sa carrière d'arbitre, il devient directeur général de l'Asvel en 1989. Mais il ne reste en poste que quelques semaines, rapidement remercié par le président du club, Charles Hernu, qui lui reproche ses idées « trop dispendieuses ».
Il devient président de la Fédération française de basket-ball en 1992, succédant à René David. Au moment de son élection, il lance pour objectif d'atteindre les « 800 000 licenciés » en l'an 2000. Un but trop ambitieux qui n'est pas atteint. Il est réélu le 13 décembre 2008 pour un cinquième mandat de 4 ans.
En parallèle, il occupe le poste de président de la FIBA Europe de 1998 à 2001. C'est durant sa présidence que l'Europe du basket-ball est déchiré par une guerre entre la FIBA et l'ULEB, conflit qui accouche en 2000 à deux compétitions concurrentes : l'Euroligue (ULEB) et la Suproligue (FIBA).
Le 3 février 2008, Mainini est désigné parmi les 50 meilleurs contributeurs de l'Euroligue pour ses services en tant qu'arbitre.
Critiqué pour son penchant autocratique, il est surnommé « Dieu » dans les couloirs de la FFBB. Ses prises de positions démagogiques et son manque de vision moderne pour la Fédération française de basket-ball suscitent de nombreuses polémiques dans le milieu. Durant son règne, le basket français se discrédite aux yeux du grand public sportif. Ainsi, en janvier 2010, 71 % des internautes du site de L'Équipe répondent oui à la question : « le basket français est-il ringard ? » Après 18 ans de présidence, son « action est controversée pour une discipline qui n'est pas devenue le sport de l'an 2000. ».
En 2009, Yvan Mainini rendra hommage à Albert Chaminade 
Premier président en Haute-Vienne et avait siégé au comité directeur dont il fut vice-président de la Fédération française de basket-ball .
Le 6 septembre 2010, il est élu président de la FIBA, la fédération internationale de basket-ball, où il succède pour 4 ans à l'Australien Bob Elphinston. Il devient le deuxième Français à occuper la fonction à la tête de la Fiba après Robert Busnel, entre 1984 et 1990.

## Distinctions
- Chevalier de la Légion d'honneur (décret du 6 avril 2007)[13]
- 50 meilleurs contributeurs de l'Euroligue en 2008 (catégorie arbitres)
- En 2011, il est honoré par le basket-ball français, au titre du collège arbitre, en intégrant la promotion 2011 de l’Académie du basket-ball français[14].
- Citoyen d'honneur de la ville de Toulouges (Pyrénées-Orientales) où il possédait une maison[15].